# Franz Weidenreich
Franz Weidenreich est un médecin, anatomiste et paléoanthropologue allemand, né le 7 juin 1873 à Edenkoben (royaume de Bavière) et mort le 11 juillet 1948 à New York (États-Unis). Il étudia l'évolution humaine.
Il doit sa notoriété à l'étude des crânes de l'Homme de Pékin (Sinanthropus pekinensis), cet Homo erectus mis au jour à Choukoutien (Chine) dans les années trente. Les travaux qu'il mena à cette époque font autorité et sont d'autant plus précieux que le matériel original issu de cette découverte (ossements, etc.) a disparu au cours de la Seconde Guerre mondiale. Son nom reste associé à celui du paléontologue français Pierre Teilhard de Chardin qui fut Conseiller du Geological Survey of China, responsable des chantiers de fouille.

## Biographie
Franz Weidenreich fit ses études aux universités de Munich, de Kiel, de Berlin et à celle de Strasbourg, où il obtint un doctorat en médecine en 1899. Il y enseigna de 1904 à 1918, avant de devoir poursuivre son enseignement à l'université de Heidelberg, de 1921 à 1924, en raison du retour de l'Alsace à la France à l'issue de la Première Guerre mondiale. Il fut professeur invité à l'Université de Chicago en 1934.
Par bien des manières, on peut affirmer que Franz Weidenreich fut, parmi les scientifiques ayant étudié l'évolution humaine au XXe siècle, l'un des plus importants et des plus influents. Pendant la première moitié du XXe siècle, presque tous les anthropologues croyaient que l'homme de Piltdown était l'ancêtre de l'homme moderne. L'homme de Piltdown avait des caractéristiques que beaucoup de scientifiques avaient définies comme devant être celles du chaînon manquant : une grande capacité crânienne et une denture proche de celle du singe. En fait, il s'est avéré que les vrais « chaînons manquants », les  australopithèques, avaient précisément les caractéristiques inverses à savoir une petite capacité crânienne et une denture proche de celle de l'homme. Dans les années 1920, trente ans avant que des analyses au fluorure montrent, en 1953, que « l'homme de Piltdown » était un canular, Weidenreich avait examiné les restes et signalé qu'ils étaient composés du crâne d'un homme moderne et de la mâchoire d'un orang-outan, avec les dents rangées vers le bas. Weidenreich, étant un anatomiste, avait facilement pu démontrer qu'il s'agissait d'un canular. Mais, il fallut trente ans pour que l'ensemble de la communauté scientifique accepte de reconnaître qu'il avait raison.
Weidenreich fut chargé de l'étude des restes fossiles l'Homme de Pékin (Sinanthropus pekinensis ) à la suite du décès de Davidson Black qui en avait l'exclusivité. Au cours de ses séjours en Chine, il fit la connaissance du père Teilhard de Chardin, paléo-mammalogiste de réputation internationale formé au Muséum d'histoire naturelle de Paris par Marcellin Boule paléontologue français. À partir des observations qu'il put faire en examinant l'Homme de Pékin, il a formulé sa propre théorie de l'évolution, dite « théorie de Weidenreich de l'évolution humaine. » Étant anatomiste, il a pu mettre en évidence les nombreuses caractéristiques anatomiques que l'homme de Pékin avait en commun avec les Asiatiques modernes. La « théorie de Weidenreich » stipule que les races humaines ont évolué indépendamment dans le « Vieux monde » depuis l'Homo erectus jusqu'à l'Homo sapiens, alors que dans le même temps il y avait transfert de gènes entre les diverses populations. Selon cette théorie, les gènes qui permettaient aux organismes de développer des capacités d'adaptations générales (comme ceux de la communication) seraient passés relativement rapidement d'une partie du monde dans l'autre, à l'inverse de ceux qui n'avaient qu'une capacité d'adaptation locale. Ceci est contraire aux théories communément admises au sujet de l'évolution humaine qui envisagent l'existence d'une race supérieure déplaçant d'autres races. Un chaud partisan de la théorie de Weidenreich fut Carleton Coon, dont les travaux sur l'origine des races furent controversés.
En 1937, Franz Weidenreich visita le site de Sangiran, en Indonésie, où Gustav von Koenigswald venait de découvrir l' Homme de Java et publia, avec celui-ci, divers travaux conjoints sur cette découverte. En 1938, les deux scientifiques annoncèrent en commun la découverte d'un nouveau crâne de Pithecanthropus (P. robustus). Au début de 1939, Koenigswald apporta plusieurs exemplaires d'hominidés javanais à Weidenreich, qui se trouvait à Pékin. La comparaison des hominidés de Sangiran avec ceux de Choukoutien les amena à la conclusion que les exemplaires étaient étroitement apparentés. Ils ont décidé d'abandonner le genre Sinanthropus, en ramenant tous les exemplaires au genre d'appellation plus ancienne Pithecanthropus. Plus tard, le genre Pithecanthropus a été abandonné au profit du genre Homo, le taxon P. erectus devenant Homo erectus.
De 1941 à 1948, Weidenreich collabora avec l'American Museum of Natural History de New York. C'est dans cette ville qu'il mourut le 11 juillet 1948, à l'âge de 75 ans.

## Quelques œuvres

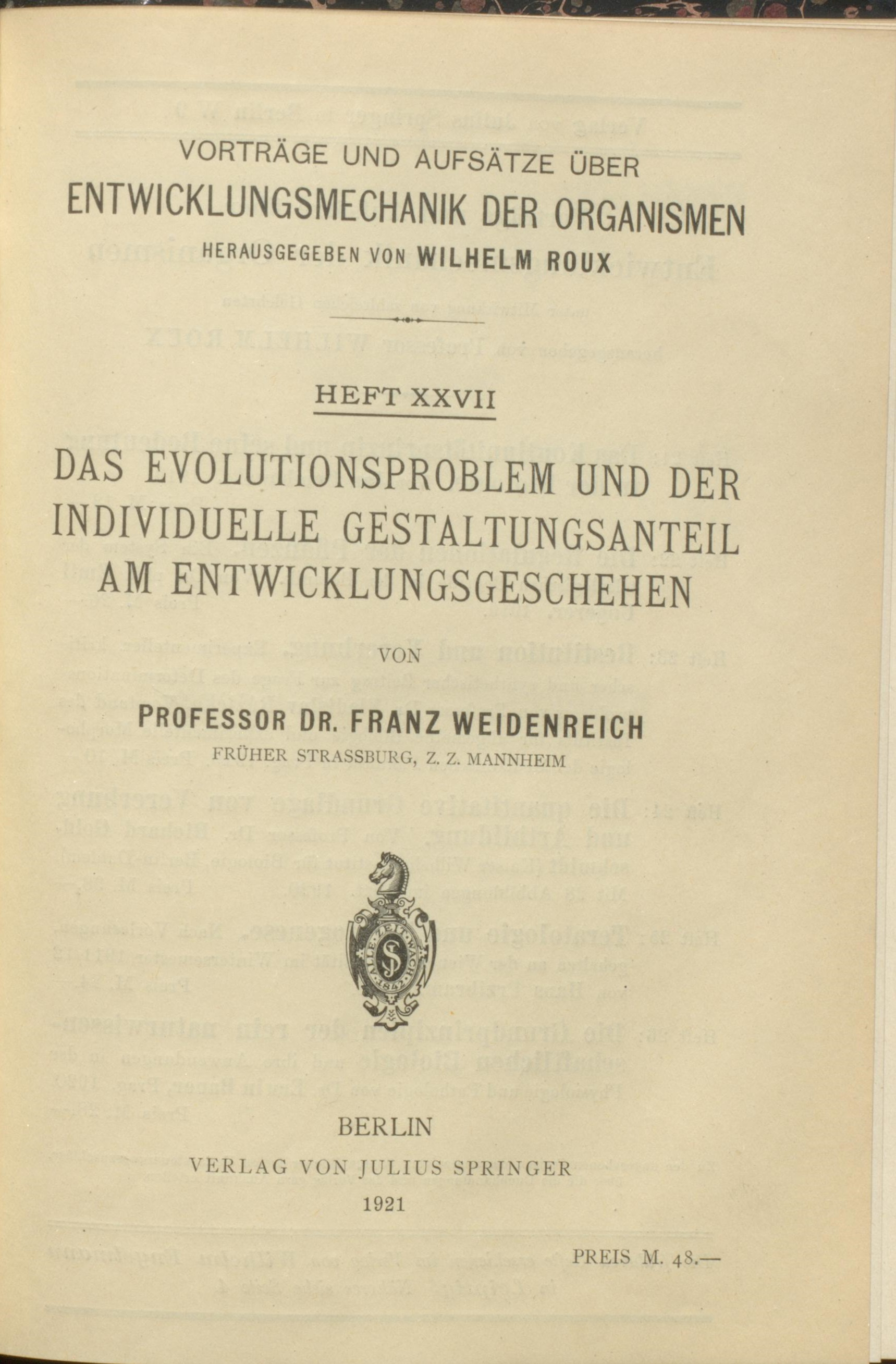
Un ouvrage de 1921 de Franz Weidenreich

La bibliographie complète des publications de Franz Weidenreich de 1899 à 1948 comporte 215 références. Parmi ces nombreux témoignages de l'intense activité scientifique d'un  homme qui n'a jamais cessé de poursuivre sa recherche sur l'évolution humaine, on peut citer :
- Rasse und Körperbau (Race et construction du corps), Julius Springer, Berlin, (1927)
- Rasse und Geist (Race et esprit), J. A. Barth, Leipzig, (1932)
- Apes giants and man (Les Gigantopithèques et l'homme), Univ. of Chicago Press, Chicago, (1946)

## Crédit d'auteurs
- (en) Cet article est partiellement ou en totalité issu de l’article de Wikipédia en anglais intitulé « Franz Weidenreich » (voir la liste des auteurs).